# William Pitt (politikus, 1759–1806)
Ifjabb William Pitt (1759. május 28. – 1806. január 23.) a késő 18. és a kora 19. század brit politikusa. 1783-ban, mindössze 24 évesen ő lett Nagy-Britannia legfiatalabb miniszterelnöke. 1801-ben pár évre távozott a hivatalából, de 1804-től újra ő töltötte be a miniszterelnöki pozíciót egészen 1806-ban bekövetkezett haláláig. Kormányzási ideje alatt egyben pénzügyminiszter is volt. Neve előtt az ifjabb megnevezés az édesapjától, idősebb William Pittől való megkülönböztetésül szolgál, aki szintén miniszterelnökként szolgált.
III. György király uralkodása alatt ifjabb Pitt miniszterelnöki időszakát olyan horderejű európai események határozták meg, mint például a francia forradalom vagy a napóleoni háborúk. Pitt, habár gyakran nevezték torynak vagy „újtory”-nak (vagyis konzervatív beállítottságúnak), saját magát független whigként (azaz független liberálisként) jellemezte és általánosságban ellenzője volt a szigorú pártpolitikájú rendszer kialakulásának.
Leginkább a Franciaország és a Napóleon ellen vívott háborúk által vált ismertté. Emellett miniszterelnökként kiemelkedően jó adminisztratív képességekkel rendelkezett és sokat dolgozott a hatékonyságért és a reformok létrehozásáért országon belül, melynek köszönhetően egy rendkívül jó, bürokráciában és adminisztrációban jártas generáció nevelkedett ki. Kormányzása alatt emelte az adókat, hogy finanszírozhassa a nagy háborút Franciaország ellen és gátat szabott a radikalizmusnak. Tartva attól, hogy az írek támogatni fogják a franciákat, 1800-ban átdolgozta az Acts of Uniont (egyesülési törvényeket).

## Élete
Titulusát tekintve „Tiszteletreméltó” William Pitt, idősebb William Pitt, Chatham grófjának második fiaként látta meg a napvilágot Hayes falujában, Kentben.[forrás?] Pitt mindkét ágról politikai családból származott, anyja Hester Grenville a korábbi miniszterelnöknek, George Grenville-nek a húga volt, míg apja maga is miniszterelnök volt.[forrás?] Életrajzírója John Ehrman szerint örökölte apja lenyűgöző elméjét, anyai ágról pedig határozott természetét. Fiatalkori gyenge egészségi állapota miatt gyermekként magántanuló volt. Jó képességeinek köszönhetően már ekkor elsajátította a latin és az ógörög nyelvet, majd 1773-ban 14 évesen a Pembroke egyetemre ment Cambridge-be, ahol főleg filozófiát, matematikát, kémiát és történelmet tanult.

## Első miniszterelnöksége (1783–1801)

### India
Egyik első komolyabb törvényhozása mint miniszterelnök az úgynevezett India Act volt, melyben újraszervezte a brit Kelet-Indiai Társaságot és felszámolta a korrupciót. Ez utóbbi új alapokra helyezte a Társasággal való elszámolási és ellenőrzési állapotokat. Emellett a törvény "Act" centralizálta a brit hatalmat Indiában, csökkentve a helyi kormányzók beleszólását az irányításba.

### Parlamentáris reform
A belügyeket tekintve, Pitt szintén megkísérelt véghez vinni néhány reformot, amelyet az 1785-ös törvényjavaslatában fogalmazott meg, de ez az indítvány végül elbukott a parlament előtt.

### Pénzügyek
Pitt ügyesen kezelte az ország pénzügyeit és mindig is nagy figyelmet szentelt a gazdaságnak. Az amerikai függetlenségi háború miatt felgyülemlett óriási államadósságot adók bevezetésével szorította vissza, sőt később óriási mértékben csökkentette őket. Emellett különös figyelmet szentelt a brit importtermékek megadóztatására is, mellyel szintén nagymértékben növelte az ország bevételét.

### Külügyek, diplomácia
Ifjabb Pitt folyamatosan kereste a Franciaország erejét ellensúlyozandó, katonai szövetségeseket, akiket főleg Poroszország és Hollandia "személyében" remélt, de különösebb eredmények nem születtek ezekből a szövetségekből.

## Francia forradalom
A Franciaországgal való háború iszonyatos költségeket jelentett, amely kellően lecsökkentette Nagy Britannia tartalékait. Ráadásul, ellentétben a későbbi napóleoni háborúkkal, csak egy nagyon kis létszámú szárazföldi hadsereggel rendelkeztek. 1797-ben Pitt kénytelen volt megóvni a királysági aranytartalékait azáltal, hogy megtiltotta, hogy a papírpénzt aranyra váltsák. Nagy-Britannia ezután 20 évig papírbankót használt. Ezentúl bevezették a jövedelmi adókat (pl. importadó), amely segített növelni a állami jövedelmet. Pitt és brit szövetségesek erőfeszítéseik ellenére Franciaország sorozatban győzte le ellenfeleit és döntötte meg az első koalíciót (1798). A második koalíció, mely Nagy-Britannia mellett Ausztriát, Oroszországot és az Oszmán Birodalmat foglalta magába szintén elbukott Franciaország ellen.  Ennek következtében Nagy-Britannia egyedüli ellenfélként nézett szembe Franciaországgal.
1801-ben Pitt lemondott miniszterelnöki posztjáról, egy évvel később pedig – a francia kül- és belpolitikai változások hatására – Amiens-ben Nagy-Britannia és Franciaország békét kötött egymással, és Európában rövid időre béke lett.

## Második miniszterelnöksége (1804–1806)
William Pitt 1804. május 10-én visszatért a miniszterelnöki posztra.
A brit kormány nyomás alá helyezte Napóleont és Pitt erőfeszítéseinek hála, Britannia csatlakozott a harmadik koalícióhoz, amelyben Ausztria, Oroszország és Svédország vett részt. 1805 októberében a brit admirális Horatio Nelson, döntő győzelmet aratott a trafalgari csatában, mely meghatározta a háború kimenetelét a két ország között. A harmadik koalíció azonban nem volt hosszú életű, mind Oroszország és Ausztria elbukott Franciaországgal és Napóleonnal szemben.

## Halála és öröksége
Ifjabb William Pitt 1806. január 23-án halt meg, vélhetően gyomorfekélyben. Élete során egyszer sem nősült meg és gyerekei sem születtek.
Számos brit történész, és a Times magazin listája szerint is az egyik legsikeresebb brit miniszterelnöknek számít.